# Srbsko-maďarská republika Baranya-Baja
Srbsko-maďarská republika Baranya-Baja (maďarsky Baranya–bajai Szerb–Magyar Köztársaság, srbsky Српско-мађарска република Барања-Баја/Srpsko-maďarská republika Baranja-Baja) byl krátkodobý stát rozkládající se na území zvaném Baranja a v severní části regionu Bačka. Hlavním městem byla Pécs.

## Dějiny
Srbsko-maďarská republika Baranya-Baja byla vyhlášena poté, co vojska Království Srbů, Chorvatů a Slovinců i přes zákaz z pařížské mírové konference zabrala toto území, aby zde omezila působnost maďarské administrativy. 4. srpna 1920 vyhlásilo královské vojsko nezávislost této oblasti. Až v srpnu 1921 se maďarskému vojsku podařilo dostat se spolu s francouzskými jednotkami za hranice státu a tak svrhnout vládu republiky. První a poslední hlavou státu byl Srb Petar Dobrović.